# Маштаков, Пётр Лазаревич
Пётр Лазаревич Маштако́в (5 июня 1872, с. Кадышевка, Хвалынский уезд, Саратовская губерния — февраль 1942, Ленинград) — русский и советский учёный-филолог, педагог, составитель грамматики русского языка и географических сочинений, коллежский советник. Из крестьян. В 1899—1905 годах преподаватель русского языка Смольного института. Был преподавателем гимназии Л. Д. Леонтьевской в Санкт-Петербурге на 1909 и преподавал на общеобразовательных курсах А. С. Черняева. Исследователь Слова о полку Игореве. Был знаком с В. Д. Бонч-Бруевичем. Проживал на Васильевском острове, 20-я линия, д. 9, кв. 14. Умер в период блокады Ленинграда, похоронен на Пискарёвском кладбище.
В 1925 году в статье «О местных названиях» академик А. И. Соболевский, высоко оценивая «Списки рек» П. Л. Маштакова по бассейнам Днепра, Днестра и Южного Буга за их «полноту», высказал пожелание «иметь список названий Дона, от его верховья до устья». Этой теме и была посвящена последняя книга П. Л. Маштакова из его гидронимического цикла — «Список рек Донского бассейна» (1934).

## Публикации
- Курс русского литературного языка. — СПб.,1907. Ч. 1-3.
- Грамматика русского языка для самообразования. С приложением краткого корнеслова. — М., 1909.
- К истории родины Ломоносова. Историко-географические заметки. — СПб., 1911. См.: Ломоносовский сборник.
- План левого берега Днепра от устья реки Десны до устья реки Черторыи, составленный землемером Сновским. — СПб., 1912.
- Список рек Днепровского бассейна. С картой и алфавитным указателем / П. Л. Маштаков. — СПб.: Б.и., 1913. — 292 с.
- Список рек бассейнов Днестра и Буга (Южного). С картой и алфавитным указателем / П. Л. Маштаков. — Петроград, 1917.
- Десна. — Петроград, 1918. — [2], 6 с. (Отд. отт. из «Известий Отд. рус. яз. и словестности рос. акад. наук», т. 22 (1917 г.), кн. 2-я)
- К тексту Слова о полку Игореве. — Петроград, 1921.
- Схема и шифр бассейнов внутренних вод Восточной Европы и Северной Азии / П. Л. Маштаков. — Л.: Б.и., 1929. — 36 с.
- Маштаков П. Л. Материалы для областного водного словаря / Гидро-метеорологич. ком-т при СНК СССР. Гос. гидрол. ин-т. — Л.: ГГИ, 1931. — IV, 117 с.
- Маштаков П. Л. Список рек Донского бассейна / Государственный гидрологический институт. — Л.: ГГИ, 1934. — 94 с.
- Деление водных бассейнов мира по десятичной системе. — Б.м.: Б.и., 1938.